# Spilosoma tsinglingi
Spilosoma tsinglingi är en fjärilsart som beskrevs av Daniel 1943. Spilosoma tsinglingi ingår i släktet Spilosoma och familjen björnspinnare. Inga underarter finns listade i Catalogue of Life.